# 칼리오피
칼리오피 부클레(마케도니아어: Калиопи Букле, 1966년 12월 28일 ~ )는 북마케도니아의 가수이다. 유로비전 송 콘테스트 2012, 2016에서 북마케도니아 대표로 참가했다.